# La cifra
La cifra è un'opera in due atti di Antonio Salieri su libretto di Lorenzo Da Ponte. La prima rappresentazione ebbe luogo al Burgtheater di Vienna l'11 dicembre 1789. La première fu seguita da una rappresentazione a Dresda il 13 ottobre 1790. In seguito ci furono alcuni allestimenti in Germania e in Austria tra il 1789 e il 1805. Il 16 ottobre 1790 ebbe luogo la prima rappresentazione al Teatro alla Scala di Milano.
Il lavoro, un dramma giocoso, è ambientato in Scozia, e fu scritto per Adriana Ferraresi Del Bene, la prima Fiordiligi in Così fan tutte di Mozart. La musica è «un'efficace miscela di serio e comico,  nobile e pastorale».
La cifra ha avuto una ripresa a Colonia nel giugno del 2006, in  una produzione con la direzione di Martin Haselböck e la regia di Christian Stückl.

## Interpreti della prima rappresentazione
| Personaggio     | Interprete                 |
| --------------- | -------------------------- |
| Milord Fideling | Francesco Bussani          |
| Eurilla         | Adriana Ferraresi Del Bene |
| Leandro         | Girolamo Cruciati          |
| Rusticone       | Francesco Benucci          |
| Lisotta         | Bettina Colombati          |
| Sandrino        | Paolo Mandini              |

## Trama

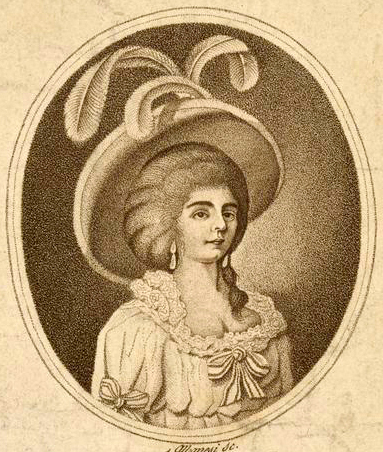
Adriana Ferraresi Del Bene, creatrice del personaggio di Eurilla

Fideling, un lord scozzese, è alla ricerca di una nobildonna di cui si era innamorato. Lisotta, la figlia del sindaco della città, è promessa sposa a Sandrino, ma è innamorata di Fideling e ritiene di essere la donna che egli sta cercando. Anche Eurilla ama Fideling ma non ha speranze poiché è una semplice pastorella. Nel secondo atto, prima che la sua vera identità venga svelata, canta Alfin son sola ... Sola e mesta fra tormenti. Infine si scopre che Eurilla è la figlia di un nobile. Eurilla e Fideling si riuniscono e l'opera si conclude felicemente.

## Discografia
- Due brani sono contenuti in The Salieri Album (Cecilia Bartoli con l'Orchestra of the Age of Enlightenment diretta da Ádám Fischer, Decca 475 100-2)
  - E voi da buon marito… Non vo' gia che vi suonino (recitativo e aria di Lisotta dal primo atto)
  - Alfin son sola… Sola e mesta fra tormenti (recitativo e rondo di Eurilla dal secondo atto)